# Эрскин, Александр, 3-й граф Келли
Александр Эрскин, 3-й граф Келли (англ. Alexander Erskine, 3rd Earl of Kellie; ок. 1615 — май 1677) — шотландский военный и пэр.

## Биография
Родился около 1615 года. Второй сын Александра Эрскина, виконта Фентона (? — 1633), и леди Энн Сетон, внук Томаса Эрскина, 1-го графа Келли (1566—1639).
3 февраля 1643 года после смерти своего старшего брата, Томаса Эрскина, 2-го графа Келли (1615—1643), Александр Эрскин унаследовал титул 3-го графа Келли (креация 1619 г.), 3-го виконта Фентона (креация 1606 г.), 3-го барона Эрскина из Дирлетоуна (креация 1604 г.), 3-го виконта Фентона (креация 1619 г.) и 3-го лорда Дирлетоуна (креация 1619 г.).
Граф Келли был ярым роялистом, сражался в качестве полковника пехоты за Файф и Кинросс и в 1648 году участвовал в попытке спасти короля. Затем он был отправлен в Нидерланды, чтобы сражаться за Карла II, и в конечном итоге был взят в плен в битве при Вустере в 1651 году, после чего провел много лет в заключении. Его поместья были конфискованы Содружеством в соответствии с положениями Акта о благодати Кромвеля.
После восстановления монархии в 1660 году граф Келли был назначен губернатором форта и города Эр, подполковником гвардии, а в 1661 году стал членом Тайного совета Шотландии.

## Семья
Лорд Келли был дважды женат. В 1661 году он женился первым браком в Голландии на Анне Киркпатрик, дочери генерал-лейтенанта Джона Киркпатрика, губернатора Буша. Дети от первого брака:
- Леди Энн Эрскин (род. 12 января 1664), в 1681 году она вышла замуж за сэра Александра Эрскина из Камбо, 2-го баронета, от брака с которым у неё было пятеро детей.

Летом 1665 года лорд Келли женился вторым браком на Мэри Далзейл, дочери сэра Джона Далзейла и Агнес Нисбет. Дети от второго брака:
- Леди Мэри Эрскин (род. 27 сентября 1666)[1], была замужем за сэром Александром Эрскином из Камбо, 2-м баронетом (1663—1727), от брака с которым у неё было шестеро детей.
- Леди Элизабет Эрскин (15 сентября 1673 — 11 декабря 1744)[1], она вышла замуж за Александра Фрейзера, 4-го графа Инвераллохи.
- Александр Эрскин, 4-й граф Келли (14 сентября 1677 — 8 марта 1710)[1].